# Egy fiúról (film)
Az Egy fiúról (eredeti cím: About a Boy) 2002-ben bemutatott amerikai–brit–francia–német koprodukcióban készült romantikus filmvígjáték-dráma, melyet Paul és Chris Weitz írt és rendezett, Peter Hedges forgatókönyvírói segédletével. A film alapjául Nick Hornby 1998-ban megjelent azonos című regénye szolgált. A főbb szerepekben Hugh Grant, Nicholas Hoult, Toni Collette és Rachel Weisz látható.
Elsőként 2002. április 26-án mutatták be a mozikban a Universal Pictures forgalmazásában. A film hatalmas bevételi sikert ért el, kedvező kritikai fogadtatás mellett. Legjobb adaptált forgatókönyv kategóriában Oscar-jelölést szerzett, Hugh Grant és Toni Collette számára pedig Golden Globe-, illetve BAFTA-jelöléseket hozott.
2014-ben jelent meg az eredeti regény alapján készült, azonos című televíziós sorozat, új szereplőgárdával.

## Cselekmény
Will Freeman gondtalan életet élő egyedülálló férfi. Hogy szingli anyukákkal ismerkedhessen meg, csatlakozik egy szülői klubhoz és ehhez kitalál magának egy képzeletbeli gyermeket is. Hamarosan megismerkedik egy Suzie nevű egyedülálló anyával, akinek Marcus nevű kisfiához egyre jobban kötődni kezd.

## Szereplők
| Színész             | Szerep         | Magyar hang   |
| ------------------- | -------------- | ------------- |
| Hugh Grant          | Will Freeman   | Stohl András  |
| Nicholas Hoult      | Marcus Brewer  | Berkes Bence  |
| Toni Collette       | Fiona Brewer   | Vándor Éva    |
| Rachel Weisz        | Rachel         | Huszárik Kata |
| Natalia Tena        | Ellie          | Molnár Ilona  |
| Sharon Small        | Christine      | Kiss Virág    |
| Nicholas Hutchinson | John           |               |
| Victoria Smurfit    | Suzie          | Agócs Judit   |
| Isabel Brook        | Angie          | Solecki Janka |
| Jenny Galloway      | Frances / SPAT |               |
| Augustus Prew       | Ali            | Előd Botond   |
| Denise Stephenson   | Lindsey        |               |
| Rosalind Knight     | Lindsey anyja  | Kassai Ilona  |
| Sir Tim Rice        | önmaga         |               |

## Fogadtatás

### Bevételi adatok
A film 30 millió amerikai dolláros költségvetésből készült. A bemutató hétvégéjén 8,5 millió dolláros bevétellel a negyedik helyen végzett a jegypénztáraknál (a Star Wars II. rész, a Pókember és A hűtlen mögött). Az USA-ban és Kanadában 49,4 millió, a többi országban 89,2 millió dolláros bevételt termelt. Összbevétele 130,5 millió dollár lett, így jelentős pénzügyi sikert aratott.

### Kritikai visszhang
Az Egy fiúról pozitív kritikákat kapott. A Rotten Tomatoes weboldalon 185 kritika összegzése után 93%-on áll. Az oldal szöveges összefoglalója szerint a film „hatalmasat profitál Hugh Grant árnyalt színészi alakításából és egy vicces, megindító sztoriból, mely megpendíti a szív húrjait, mégsem válik érzelgőssé”. Az Amerikai Filmintézet beválogatta a 2002-es év tíz legjobb filmje közé.

### Díjak és jelölések
| Díj              | Kategória                                      | Jelölt                                  | Eredmény | Ref.   |
| ---------------- | ---------------------------------------------- | --------------------------------------- | -------- | ------ |
| Oscar-díj        | legjobb adaptált forgatókönyv                  | Chris Weitz, Paul Weitz és Peter Hedges | Jelölve  | [ 9 ]  |
| BAFTA-díj        | legjobb adaptált forgatókönyv                  | Chris Weitz, Paul Weitz és Peter Hedges | Jelölve  | [ 10 ] |
| BAFTA-díj        | legjobb női mellékszereplő                     | Toni Collette                           | Jelölve  | [ 10 ] |
| Golden Globe-díj | legjobb filmmusical/vígjáték                   | –                                       | Jelölve  | [ 11 ] |
| Golden Globe-díj | legjobb férfi főszereplő (zenés film/vígjáték) | Hugh Grant                              | Jelölve  | [ 11 ] |

## Fordítás
- Ez a szócikk részben vagy egészben  az   About a Boy (film) című angol Wikipédia-szócikk fordításán alapul.  Az eredeti cikk szerkesztőit annak laptörténete sorolja fel. Ez a jelzés csupán a megfogalmazás eredetét és a szerzői jogokat jelzi, nem szolgál a cikkben szereplő információk forrásmegjelöléseként.